# Anomoxena
Anomoxena é um gênero de traça pertencente à família Agonoxenidae.